# Seznam katastrálních území v okrese Klatovy
V této tabulce je uveden kompletní výčet katastrálních území Okresu Klatovy, včetně rozlohy a sídel, které na nich leží.
| Název KÚ                          | Sídla                                                                                                  | Obec                 | km2   |
| --------------------------------- | --- | -------------------- | ----- |
| A                                 | A | A                    |       |
| Albrechtice u Sušice              | Albrechtice                                                                                            | Sušice               | 4,44  |
| Alžbětín                          | Alžbětín                                                                                               | Železná Ruda         | 7,8   |
| Babín u Horažďovic                | Babín                                                                                                  | Horažďovice          | 3,12  |
| Balkovy                           | Balkovy                                                                                                | Dolany               | 1,21  |
| Běhařov                           | Běhařov                                                                                                | Běhařov              | 3,21  |
| Bernartice u Boříkov              | Bernartice                                                                                             | Kolinec              | 0,96  |
| Běšiny                            | Běšiny, Hubenov                                                                                        | Běšiny               | 8,28  |
| Bezděkov u Hartmanic              | Hořejší Těšov                                                                                          | Hartmanice           | 1,09  |
| Bezděkov u Klatov                 | Bezděkov, Poborovice, Vítaná                                                                           | Bezděkov             | 6,41  |
| Bezpravovice                      | Bezpravovice                                                                                           | Chudenice            | 3,53  |
| Bílenice                          | Bílenice                                                                                               | Žihobce              | 4,81  |
| Bíluky                            | Bíluky                                                                                                 | Měčín                | 2,79  |
| Biřkov                            | Biřkov, Zderaz                                                                                         | Biřkov               | 5,51  |
| Blata                             | Blata                                                                                                  | Nýrsko               | 1,7   |
| Bližanovy                         | Bližanovy                                                                                              | Plánice              | 4,51  |
| Bohdašice                         | Bohdašice, Nové Městečko                                                                               | Dlouhá Ves           | 3,34  |
| Bojanovice pod Rabím              | Bojanovice                                                                                             | Rabí                 | 4,17  |
| Bolešiny                          | Bolešiny                                                                                               | Bolešiny             | 5,32  |
| Boříkovy                          | Boříkovy                                                                                               | Kolinec              | 1,88  |
| Boubín                            | Boubín                                                                                                 | Horažďovice          | 2,35  |
| Božtěšice na Šumavě               | Božtěšice                                                                                              | Strážov              | 1,37  |
| Bradné                            | Bradné                                                                                                 | Čachrov              | 2,11  |
| Brod                              | Brod                                                                                                   | Kolinec              | 2,28  |
| Brtí                              | Brtí, Javoříčko                                                                                        | Strážov              | 3,96  |
| Břetětice                         | Břetětice                                                                                              | Petrovice u Sušice   | 1,96  |
| Březí u Čachrova                  | Březí                                                                                                  | Čachrov              | 2,46  |
| Břežany                           | Břežany                                                                                                | Břežany              | 10,44 |
| Budětice                          | Budětice                                                                                               | Budětice             | 8,35  |
| Buková u Klatov                   | Buková                                                                                                 | Dlažov               | 1,63  |
| Bukovník                          | Bukovník                                                                                               | Bukovník             | 4,09  |
| Buršice                           | Buršice                                                                                                | Kolinec              | 2,21  |
| Bystré u Klatov                   | Bystré                                                                                                 | Mochtín              | 2,19  |
| Bystřice nad Úhlavou              | Bystřice nad Úhlavou                                                                                   | Nýrsko               | 4,04  |
| Čachrov                           | Čachrov                                                                                                | Čachrov              | 4,1   |
| Částkov u Svojšic                 | Částkov                                                                                                | Petrovice u Sušice   | 1,06  |
| Častonice                         | Častonice                                                                                              | Hlavňovice           | 1,26  |
| Čejkovy                           | Čejkovy                                                                                                | Hrádek               | 7,6   |
| Čeletice                          | Čeletice                                                                                               | Hlavňovice           | 1,67  |
| Čepice                            | Čepice                                                                                                 | Rabí                 | 4,64  |
| Čermná                            | Čermná, Kašovice                                                                                       | Hrádek               | 7,89  |
| Černice u Defurových Lažan        | Černice                                                                                                | Chanovice            | 1,54  |
| Černíč u Hradešic                 | Černíč                                                                                                 | Hradešice            | 4,3   |
| Černíkov                          | Černíkov                                                                                               | Černíkov             | 7,03  |
| Červená u Kašperských Hor         | Červená                                                                                                | Kašperské Hory       | 13,08 |
| Červené Dvorce                    | Červené Dvorce                                                                                         | Sušice               | 0,93  |
| Červené Poříčí                    | Červené Poříčí                                                                                         | Červené Poříčí       | 4,84  |
| České Hamry                       | České Hamry                                                                                            | Strážov              | 1,22  |
| Číhaň                             | Číhaň, Nový Dvůr                                                                                       | Číhaň                | 7,34  |
| Čímice u Sušice                   | Čímice                                                                                                 | Čímice               | 6,67  |
| Damětice                          | Damětice                                                                                               | Frymburk             | 1,94  |
| Damíč                             | Damíč                                                                                                  | Soběšice             | 1,96  |
| Datelov                           | Datelov                                                                                                | Dešenice             | 2,47  |
| Debrník u Železné Rudy            | Debrník                                                                                                | Železná Ruda         | 8,9   |
| Defurovy Lažany                   | Defurovy Lažany                                                                                        | Chanovice            | 3,92  |
| Dehtín                            | Dehtín                                                                                                 | Klatovy              | 3,48  |
| Děpoltice                         | Děpoltice                                                                                              | Dešenice             | 3,37  |
| Dešenice                          | Dešenice                                                                                               | Dešenice             | 6,51  |
| Divišov u Sušice                  | Divišov                                                                                                | Sušice               | 1,2   |
| Divišovice u Děpoltic             | Divišovice                                                                                             | Dešenice             | 4,01  |
| Dlažov                            | Dlažov, Nová Víska                                                                                     | Dlažov               | 2,9   |
| Dlouhá Ves u Sušice               | Dlouhá Ves                                                                                             | Dlouhá Ves           | 5,11  |
| Dobrotice u Chanovic              | Dobrotice                                                                                              | Chanovice            | 2,88  |
| Dobršín                           | Dobršín                                                                                                | Dobršín              | 6,64  |
| Dobřemilice                       | Dobřemilice                                                                                            | Čachrov              | 1,12  |
| Dolany u Klatov                   | Dolany, Komošín, Sekrýt                                                                                | Dolany               | 7,17  |
| Dolejší Krušec                    | Dolejší Krušec, Prostřední Krušec, Trpěšice                                                            | Hartmanice           | 4,18  |
| Dolejší Těšov                     | Dolejší Těšov                                                                                          | Hartmanice           | 2,63  |
| Dolní Dvorce u Kašperských Hor    | Dolní Dvorce                                                                                           | Kašperské Hory       | 2,48  |
| Dolní Kochánov                    | Dolní Kochánov                                                                                         | Petrovice u Sušice   | 1,21  |
| Dolní Lhota u Klatov              | Dolní Lhota                                                                                            | Janovice nad Úhlavou | 2,28  |
| Dolní Staňkov                     | Dolní Staňkov, Stráž, Volšovy                                                                          | Sušice               | 6,29  |
| Domažličky                        | Domažličky                                                                                             | Bolešiny             | 1,24  |
| Domoraz                           | Domoraz                                                                                                | Domoraz              | 3,83  |
| Dražovice u Sušice                | Dražovice                                                                                              | Dražovice            | 5,52  |
| Drouhavec                         | Drouhavec, Konín                                                                                       | Velhartice           | 2,6   |
| Drslavice u Tupadel               | Drslavice                                                                                              | Klatovy              | 2,17  |
| Dubová Lhota                      | Dubová Lhota                                                                                           | Janovice nad Úhlavou | 1,67  |
| Filipova Huť                      | Filipova Huť, Modrava                                                                                  | Modrava              | 57,45 |
| Fleky                             | Fleky                                                                                                  | Chudenín             | 6,77  |
| Frymburk u Sušice                 | Frymburk                                                                                               | Frymburk             | 4,6   |
| Habartice u Obytců                | Habartice                                                                                              | Klatovy              | 4,27  |
| Hadrava                           | Hadrava                                                                                                | Chudenín             | 2,45  |
| Hamry na Šumavě                   | Hamry                                                                                                  | Hamry                | 35,31 |
| Hartmanice I                      | Hartmanice                                                                                             | Hartmanice           | 2,31  |
| Hartmanice II                     | Dobrá Voda                                                                                             | Hartmanice           | 1,48  |
| Hejná                             | Hejná                                                                                                  | Hejná                | 6,7   |
| Hliněný Újezd                     | Hliněný Újezd                                                                                          | Malý Bor             | 2,1   |
| Hnačov                            | Hnačov                                                                                                 | Hnačov               | 3,15  |
| Hodousice                         | Hodousice                                                                                              | Nýrsko               | 4,35  |
| Hojsova Stráž                     | Hojsova Stráž                                                                                          | Železná Ruda         | 31,96 |
| Holkovice                         | Holkovice                                                                                              | Chanovice            | 3,1   |
| Horažďovice                       | Horažďovice                                                                                            | Horažďovice          | 15,89 |
| Horažďovická Lhota                | Horažďovická Lhota                                                                                     | Horažďovice          | 2,97  |
| Horky u Srní                      | Srní                                                                                                   | Srní                 | 1,84  |
| Horní Lhota u Klatov              | Horní Lhota                                                                                            | Týnec                | 1,92  |
| Horní Němčice u Čachrova          | Horní Němčice                                                                                          | Strážov              | 2,05  |
| Horní Staňkov                     | Cihelna, Horní Staňkov                                                                                 | Hlavňovice           | 2,78  |
| Horská Kvilda                     | Horská Kvilda, Korýtko                                                                                 | Horská Kvilda        | 29,91 |
| Hory Matky Boží                   | Hory Matky Boží                                                                                        | Velhartice           | 1,06  |
| Hořákov                           | Hořákov                                                                                                | Běšiny               | 1,87  |
| Hořejší Krušec                    | Hořejší Krušec                                                                                         | Hartmanice           | 1,26  |
| Hořejší Těšov                     | Hořejší Těšov                                                                                          | Hartmanice           | 2,9   |
| Hoštice u Mochtína                | Hoštice, Hoštičky                                                                                      | Mochtín              | 3,92  |
| Hrádek u Sušice                   | Hrádek                                                                                                 | Hrádek               | 7,27  |
| Hradešice                         | Hradešice                                                                                              | Hradešice            | 7,02  |
| Hradiště u Boříkov                | Hradiště                                                                                               | Kolinec              | 1,91  |
| Humpolec u Sušice                 | Humpolec                                                                                               | Sušice               | 2,99  |
| Hůrka u Železné Rudy              | Nová Hůrka                                                                                             | Prášily              | 28,46 |
| Hvězda u Chudenína                | Fleky                                                                                                  | Chudenín             | 2,33  |
| Hvízdalka                         | Hvízdalka                                                                                              | Janovice nad Úhlavou | 2,36  |
| Chamutice                         | Chamutice                                                                                              | Petrovice u Sušice   | 0,64  |
| Chanovice                         | Chanovice                                                                                              | Chanovice            | 4,59  |
| Chlistov                          | Chlistov                                                                                               | Chlistov             | 3,92  |
| Chlum u Hartmanic                 | Chlum                                                                                                  | Hartmanice           | 1,44  |
| Chlumská                          | Chlumská                                                                                               | Ježovy               | 1,99  |
| Chotěšov u Velhartic              | Chotěšov                                                                                               | Velhartice           | 3,97  |
| Chřepice                          | Chřepice                                                                                               | Čachrov              | 2,72  |
| Chudenice                         | Býšov, Chudenice                                                                                       | Chudenice            | 11,35 |
| Chudenín                          | Chudenín                                                                                               | Chudenín             | 5,82  |
| Chvalšovice u Čachrova            | Chvalšovice, Předvojovice                                                                              | Čachrov              | 3,34  |
| Janovice nad Úhlavou              | Janovice nad Úhlavou                                                                                   | Janovice nad Úhlavou | 7,64  |
| Janovice u Sušice                 | Janovice                                                                                               | Dlouhá Ves           | 1,46  |
| Javor                             | Javor                                                                                                  | Javor                | 2,26  |
| Javorná na Šumavě                 | Javorná                                                                                                | Čachrov              | 41,95 |
| Javorná u Polomu                  | Javorná                                                                                                | Čachrov              | 2,52  |
| Javoří Pila                       | Modrava                                                                                                | Modrava              | 19,13 |
| Javoří u Hartmanic                | Javoří                                                                                                 | Hartmanice           | 2,42  |
| Javoří u Podolí                   | Javoří                                                                                                 | Kolinec              | 1,27  |
| Jesení                            | Jesení                                                                                                 | Čachrov              | 3,22  |
| Jetenovice                        | Jetenovice                                                                                             | Velký Bor            | 6,48  |
| Ježovy                            | Ježovy                                                                                                 | Ježovy               | 6,12  |
| Jindřichovice u Malonic           | Jindřichovice                                                                                          | Kolinec              | 4,18  |
| Jíno                              | Jíno                                                                                                   | Švihov               | 1,46  |
| Jiřičná                           | Jiřičná, Nová Víska                                                                                    | Petrovice u Sušice   | 2,02  |
| Kadešice                          | Kadešice                                                                                               | Žihobce              | 5,87  |
| Kal u Klatov                      | Kal | Klatovy              | 1,01  |
| Kaliště u Červeného Poříčí        | Kaliště                                                                                                | Švihov               | 4,78  |
| Kámen u Křenic                    | Kámen                                                                                                  | Křenice              | 1,37  |
| Kamýk u Švihova                   | Kamýk, Těšnice                                                                                         | Švihov               | 5,61  |
| Kašperské Hory                    | Kašperské Hory                                                                                         | Kašperské Hory       | 11,3  |
| Kavrlík                           | Kavrlík                                                                                                | Kašperské Hory       | 1,45  |
| Kejnice                           | Karlovce, Kejnice                                                                                      | Kejnice              | 3,7   |
| Klášterský Mlýn I                 | Klášterský Mlýn                                                                                        | Rejštejn             | 0,52  |
| Klášterský Mlýn II                | Klášterský Mlýn                                                                                        | Rejštejn             | 0,32  |
| Klatovy                           | Beňovy, Čínov, Chaloupky, Klatovy I, Klatovy II, Klatovy III, Klatovy IV, Klatovy V, Lažánky, Pihovice | Klatovy              | 27,21 |
| Klenová                           | Klenová                                                                                                | Klenová              | 4,21  |
| Kocourov                          | Kocourov, Nový Čestín                                                                                  | Mochtín              | 4,05  |
| Kochánov II                       | Kochánov                                                                                               | Hartmanice           | 3,14  |
| Kochánov III                      | Keply                                                                                                  | Hartmanice           | 10,52 |
| Kojšice                           | Kojšice                                                                                                | Petrovice u Sušice   | 1,44  |
| Kokšín                            | Kokšín                                                                                                 | Švihov               | 3,39  |
| Kolinec                           | Kolinec                                                                                                | Kolinec              | 7,88  |
| Komušín                           | Komušín                                                                                                | Horažďovice          | 5,22  |
| Koryta u Bezděkova                | Koryta                                                                                                 | Bezděkov             | 4,17  |
| Kosmáčov                          | Kosmáčov                                                                                               | Klatovy              | 1,18  |
| Kovčín                            | Kovčín                                                                                                 | Kovčín               | 4,82  |
| Kozí                              | Běšiny, Kozí                                                                                           | Běšiny               | 2,54  |
| Kozí Hřbet                        | Malý Kozí Hřbet, Velký Kozí Hřbet                                                                      | Rejštejn             | 5,68  |
| Kroměždice                        | Kroměždice                                                                                             | Bolešiny             | 2,18  |
| Krotějov                          | Krotějov, Splž                                                                                         | Strážov              | 5,48  |
| Krutěnice                         | Krutěnice                                                                                              | Nalžovské Hory       | 3,77  |
| Křenice                           | Křenice                                                                                                | Křenice              | 3,35  |
| Křištín                           | Křištín                                                                                                | Klatovy              | 1,58  |
| Křížovice u Číhaně                | Křížovice                                                                                              | Plánice              | 3,28  |
| Kundratice I                      | Kříženec, Kundratice                                                                                   | Hartmanice           | 2,29  |
| Kundratice II                     | Dobrá Voda                                                                                             | Hartmanice           | 3,75  |
| Kunkovice u Čachrova              | Kunkovice                                                                                              | Čachrov              | 2,09  |
| Kvasetice                         | Kvasetice                                                                                              | Plánice              | 5,29  |
| Kvaslice                          | Kvaslice, Vítkovice                                                                                    | Klatovy              | 2,49  |
| Kvášňovice                        | Kvášňovice                                                                                             | Kvášňovice           | 4,42  |
| Kydliny                           | Kydliny                                                                                                | Klatovy              | 3,11  |
| Lehom                             | Lehom                                                                                                  | Strážov              | 1,53  |
| Lešišov                           | Lešišov                                                                                                | Mokrosuky            | 2,32  |
| Letovy                            | Letovy                                                                                                 | Nalžovské Hory       | 3,79  |
| Lhovice                           | Lhovice                                                                                                | Švihov               | 4,52  |
| Lhůta u Klatov                    | Lhůta                                                                                                  | Mochtín              | 1,27  |
| Lídlovy Dvory                     | Lídlovy Dvory, Podlesí                                                                                 | Kašperské Hory       | 6,28  |
| Lipová Lhota                      | Lipová Lhota                                                                                           | Budětice             | 1,6   |
| Liščí u Chudenína                 | Liščí                                                                                                  | Chudenín             | 6,01  |
| Lomec u Klatov                    | Lomec                                                                                                  | Lomec                | 2,02  |
| Loučany                           | Loučany                                                                                                | Javor                | 1,95  |
| Loučová                           | Loučová                                                                                                | Hartmanice           | 1,2   |
| Loužná                            | Loužná                                                                                                 | Myslív               | 3,59  |
| Lovčice u Klatov                  | Lovčice                                                                                                | Plánice              | 5,25  |
| Luby                              | Luby                                                                                                   | Klatovy              | 5,45  |
| Lučice u Chudenic                 | Lučice                                                                                                 | Chudenice            | 1,71  |
| Lukavice u Strážova               | Kněžice, Lukavice                                                                                      | Strážov              | 3,2   |
| Lukoviště                         | Lukoviště                                                                                              | Kolinec              | 2,6   |
| Mačice                            | Mačice                                                                                                 | Soběšice             | 2,73  |
| Makov u Předslavi                 | Makov                                                                                                  | Předslav             | 1,78  |
| Malá Chmelná                      | Chmelná                                                                                                | Sušice               | 0,9   |
| Malá Víska u Klatov               | Malá Víska                                                                                             | Vrhaveč              | 2,61  |
| Malé Hydčice                      | Malé Hydčice                                                                                           | Malý Bor             | 0,93  |
| Maleč                             | Maleč                                                                                                  | Strašín              | 3,75  |
| Malechov                          | Malechov, Výrov                                                                                        | Dolany               | 7,63  |
| Malonice                          | Malonice                                                                                               | Kolinec              | 5,43  |
| Malý Bor                          | Malý Bor                                                                                               | Malý Bor             | 8,15  |
| Maňovice u Pačejova               | Maňovice                                                                                               | Maňovice             | 2,83  |
| Maršovice u Svojšic               | Maršovice                                                                                              | Petrovice u Sušice   | 1,04  |
| Matějovice u Dešenic              | Matějovice                                                                                             | Dešenice             | 2,83  |
| Měčín                             | Měčín                                                                                                  | Měčín                | 9,53  |
| Měcholupy u Předslavi             | Měcholupy                                                                                              | Předslav             | 3,45  |
| Městiště u Děpoltic               | Městiště                                                                                               | Dešenice             | 3,6   |
| Mezihoří u Švihova                | Mezihoří                                                                                               | Mezihoří             | 1,8   |
| Milčice                           | Milčice                                                                                                | Myslív               | 4,28  |
| Milčice u Sušice                  | Milčice                                                                                                | Sušice               | 2,13  |
| Milence                           | Milence                                                                                                | Dešenice             | 3,44  |
| Miletice u Dlažova                | Miletice                                                                                               | Dlažov               | 4,06  |
| Milínov                           | Hlavňovice, Milínov                                                                                    | Hlavňovice           | 4,15  |
| Miřenice                          | Miřenice, Otěšín                                                                                       | Nalžovské Hory       | 4,05  |
| Mladotice u Čachrova              | Mladotice                                                                                              | Strážov              | 2,11  |
| Mlázovy                           | Mlázovy                                                                                                | Kolinec              | 3,47  |
| Mlynářovice                       | Mlynářovice                                                                                            | Plánice              | 1,61  |
| Mlýnec                            | Mlýnec                                                                                                 | Poleň                | 2,17  |
| Mlýnské Struhadlo                 | Mlýnské Struhadlo                                                                                      | Mlýnské Struhadlo    | 4,04  |
| Mochov u Hartmanic                | Mochov                                                                                                 | Hartmanice           | 2,05  |
| Mochtín                           | Mochtín                                                                                                | Mochtín              | 5,01  |
| Mokrosuky                         | Mokrosuky                                                                                              | Mokrosuky            | 4,65  |
| Mokřany                           | Javoříčko, Zvíkov                                                                                      | Hlavňovice           | 3,34  |
| Myslív                            | Myslív                                                                                                 | Myslív               | 5,2   |
| Myslovice                         | Myslovice                                                                                              | Myslovice            | 4,06  |
| Nahořánky                         | Nahořánky                                                                                              | Strašín              | 1,36  |
| Nalžovské Hory                    | Nalžovy, Stříbrné Hory, Zahrádka                                                                       | Nalžovské Hory       | 8,78  |
| Nedanice                          | Nedanice                                                                                               | Měčín                | 4,24  |
| Nedaničky                         | Nedaničky                                                                                              | Měčín                | 1,34  |
| Nehodiv                           | Nehodiv                                                                                                | Nehodiv              | 3,94  |
| Němčice u Klatov                  | Němčice                                                                                                | Předslav             | 4,6   |
| Nemilkov                          | Braníčkov, Nemilkov, Tvrdoslav                                                                         | Velhartice           | 6,74  |
| Neprochovy                        | Neprochovy                                                                                             | Nalžovské Hory       | 2,96  |
| Nevděk                            | Nevděk                                                                                                 | Černíkov             | 1,77  |
| Nezamyslice u Horažďovic          | Nezamyslice                                                                                            | Nezamyslice          | 7,09  |
| Nezdice na Šumavě                 | Nezdice na Šumavě, Ždánov                                                                              | Nezdice na Šumavě    | 10,92 |
| Neznašovy                         | Neznašovy                                                                                              | Vrhaveč              | 2,59  |
| Novákovice                        | Novákovice                                                                                             | Lomec                | 1,58  |
| Nové Městečko                     | Annín, Nové Městečko, Rajsko                                                                           | Dlouhá Ves           | 2,73  |
| Nový Dvůr u Myslíva               | Nový Dvůr                                                                                              | Myslív               | 2,73  |
| Nuzerov                           | Nuzerov                                                                                                | Sušice               | 2,29  |
| Nýrsko                            | Nýrsko                                                                                                 | Nýrsko               | 7,71  |
| Obytce                            | Obytce                                                                                                 | Obytce               | 4,38  |
| Odolenov                          | Odolenov                                                                                               | Hrádek               | 2,57  |
| Oldřichovice u Děpoltic           | Oldřichovice                                                                                           | Dešenice             | 2,94  |
| Olšany u Kvášňovic                | Olšany                                                                                                 | Olšany               | 3,18  |
| Ondřejovice u Janovic nad Úhlavou | Ondřejovice                                                                                            | Janovice nad Úhlavou | 1,76  |
| Onen Svět                         | Onen Svět                                                                                              | Čachrov              | 1,95  |
| Opálka                            | Opálka                                                                                                 | Strážov              | 2,96  |
| Opolenec                          | Opolenec                                                                                               | Kašperské Hory       | 3,44  |
| Ostružno na Šumavě                | Ostružno                                                                                               | Nezdice na Šumavě    | 4,53  |
| Ostřetice                         | Makalovy, Ostřetice                                                                                    | Ostřetice            | 5,07  |
| Otěšín                            | Sedlečko                                                                                               | Nalžovské Hory       | 3,03  |
| Otín u Točníku                    | Otín                                                                                                   | Klatovy              | 2,17  |
| Pačejov                           | Pačejov, Pačejov-nádraží                                                                               | Pačejov              | 6,67  |
| Pancíř                            | Pancíř                                                                                                 | Železná Ruda         | 5,24  |
| Paště                             | Dobrá Voda                                                                                             | Hartmanice           | 10,3  |
| Pečetín                           | Pečetín                                                                                                | Bolešiny             | 3,56  |
| Petrovice nad Úhlavou             | Petrovice nad Úhlavou                                                                                  | Janovice nad Úhlavou | 4,42  |
| Petrovice u Měčína                | Petrovice                                                                                              | Měčín                | 8,57  |
| Petrovice u Sušice                | Františkova Ves, Pařezí, Petrovice u Sušice, Strunkov, Vojetice                                        | Petrovice u Sušice   | 7,12  |
| Petrovičky u Předslavi            | Petrovičky                                                                                             | Předslav             | 2,99  |
| Pích                              | Libětice, Pích                                                                                         | Hlavňovice           | 2,06  |
| Plánice                           | Nová Plánice, Plánice                                                                                  | Plánice              | 17,06 |
| Plánička                          | Plánička                                                                                               | Číhaň                | 1,18  |
| Platoř                            | Platoř                                                                                                 | Dlouhá Ves           | 2,34  |
| Plichtice                         | Plichtice                                                                                              | Zavlekov             | 1,94  |
| Podmokly u Sušice                 | Podmokly                                                                                               | Podmokly             | 5,26  |
| Podolí u Klatov                   | Podolí                                                                                                 | Kolinec              | 1,79  |
| Pohorsko                          | Pohorsko                                                                                               | Nezdice na Šumavě    | 1,98  |
| Pohoří u Lovčic                   | Pohoří                                                                                                 | Plánice              | 4,06  |
| Poleň                             | Poleň                                                                                                  | Poleň                | 6,84  |
| Poleňka                           | Poleňka                                                                                                | Poleň                | 2,06  |
| Posobice                          | Posobice                                                                                               | Petrovice u Sušice   | 0,97  |
| Prášily                           | Prášily                                                                                                | Prášily              | 83,82 |
| Předslav                          | Předslav                                                                                               | Předslav             | 4,1   |
| Přestanice                        | Přestanice                                                                                             | Hlavňovice           | 1,66  |
| Přetín                            | Přetín                                                                                                 | Křenice              | 4,03  |
| Pušperk                           | Pušperk                                                                                                | Poleň                | 4,22  |
| Rabí                              | Rabí                                                                                                   | Rabí                 | 5,49  |
| Radešov u Rejštejna               | Radešov                                                                                                | Rejštejn             | 1,4   |
| Radinovy                          | Radinovy                                                                                               | Vrhaveč              | 2,42  |
| Radkovice u Měčína                | Osobovy, Radkovice                                                                                     | Měčín                | 8,21  |
| Radostice u Hlavňovic             | Radostice                                                                                              | Hlavňovice           | 1,1   |
| Radvanice u Chotěšova             | Jarkovice, Radvanice                                                                                   | Velhartice           | 3,35  |
| Rajské                            | Rajské                                                                                                 | Běšiny               | 1,32  |
| Rejštejn                          | Rejštejn                                                                                               | Rejštejn             | 5,11  |
| Rohozno                           | Rohozno                                                                                                | Janovice nad Úhlavou | 2,18  |
| Rok                               | Rok | Sušice               | 2,19  |
| Roklanský Les                     | Modrava                                                                                                | Modrava              | 3,12  |
| Rovná                             | Rovná                                                                                                  | Strážov              | 1,69  |
| Rovná u Sušice                    | Rovná                                                                                                  | Petrovice u Sušice   | 2,05  |
| Rozsedly                          | Rozsedly                                                                                               | Žihobce              | 3,66  |
| Rudoltice u Černíkova             | Rudoltice                                                                                              | Černíkov             | 2,13  |
| Řakom                             | Řakom                                                                                                  | Dolany               | 4,38  |
| Skelná Huť                        | Skelná Huť                                                                                             | Chudenín             | 5,4   |
| Skránčice                         | Skránčice                                                                                              | Zavlekov             | 3,01  |
| Slatina u Horažďovic              | Slatina                                                                                                | Slatina              | 5,64  |
| Slatina u Chudenic                | Slatina                                                                                                | Chudenice            | 4,54  |
| Slavíkovice                       | Slavíkovice                                                                                            | Černíkov             | 3,37  |
| Slavošovice u Klatov              | Slavošovice                                                                                            | Bolešiny             | 1,89  |
| Slivonice                         | Slivonice                                                                                              | Velký Bor            | 2,81  |
| Sluhov                            | Sluhov                                                                                                 | Kolinec              | 1,32  |
| Smrkovec u Hradešic               | Smrkovec                                                                                               | Hradešice            | 3,53  |
| Soběšice u Sušice                 | Soběšice                                                                                               | Soběšice             | 12,44 |
| Sobětice u Klatov                 | Sobětice                                                                                               | Klatovy              | 3,11  |
| Soustov                           | Soustov, Vráž                                                                                          | Dlažov               | 3,67  |
| Spůle                             | Plešiny, Spůle                                                                                         | Janovice nad Úhlavou | 2,58  |
| Srbice u Mochtína                 | Srbice                                                                                                 | Mochtín              | 2,77  |
| Srní I                            | Srní                                                                                                   | Srní                 | 12    |
| Srní II                           | Srní                                                                                                   | Srní                 | 9,82  |
| Stará Lhota                       | Stará Lhota                                                                                            | Nýrsko               | 3,04  |
| Starý Láz                         | Starý Láz                                                                                              | Nýrsko               | 2,63  |
| Stojanovice                       | Stojanovice                                                                                            | Velhartice           | 1,49  |
| Strašín u Sušice                  | Strašín, Věštín                                                                                        | Strašín              | 8,6   |
| Strážov na Šumavě                 | Strážov                                                                                                | Strážov              | 5,26  |
| Strážovice u Pačejova             | Strážovice                                                                                             | Pačejov              | 5,43  |
| Stropčice                         | Stropčice                                                                                              | Švihov               | 0,8   |
| Struhadlo                         | Struhadlo                                                                                              | Bezděkov             | 2,8   |
| Střeziměř                         | Dobrá Voda, Střeziměř                                                                                  | Klatovy              | 4,92  |
| Střítež u Malonic                 | Střítež                                                                                                | Kolinec              | 1,45  |
| Suchá u Hlavňovic                 | Puchverk, Suchá                                                                                        | Hlavňovice           | 1,44  |
| Suchý Kámen                       | Suchý Kámen                                                                                            | Chudenín             | 4,72  |
| Sušice nad Otavou                 | Sušice I, Sušice II, Sušice III                                                                        | Sušice               | 16,6  |
| Svatá Kateřina u Chudenína        | Svatá Kateřina                                                                                         | Chudenín             | 10,05 |
| Svaté Pole u Horažďovic           | Svaté Pole                                                                                             | Horažďovice          | 1,18  |
| Svéradice                         | Svéradice                                                                                              | Svéradice            | 11,17 |
| Světlá u Hartmanic                | Světlá                                                                                                 | Hartmanice           | 0,73  |
| Svinná na Šumavě                  | Svinná                                                                                                 | Čachrov              | 3,85  |
| Svojše                            | Jelenov, Svojše                                                                                        | Rejštejn             | 10,5  |
| Svojšice u Sušice                 | Svojšice                                                                                               | Petrovice u Sušice   | 3,78  |
| Svrčovec                          | Andělice, Svrčovec                                                                                     | Dolany               | 4,91  |
| Šimanov na Šumavě                 | Šimanov                                                                                                | Žihobce              | 2,97  |
| Špičák                            | Špičák                                                                                                 | Železná Ruda         | 15,91 |
| Štěpanice                         | Palvinov, Štěpanice, Vatětice                                                                          | Hartmanice           | 3,39  |
| Štěpánovice u Klatov              | Štěpánovice                                                                                            | Klatovy              | 4,02  |
| Štipoklasy u Lovčic               | Štipoklasy                                                                                             | Plánice              | 5,22  |
| Švihov u Klatov                   | Švihov                                                                                                 | Švihov               | 10,28 |
| Tajanov u Malonic                 | Tajanov                                                                                                | Kolinec              | 1,18  |
| Tajanov u Tupadel                 | Tajanov                                                                                                | Klatovy              | 2,19  |
| Tedražice                         | Tedražice                                                                                              | Hrádek               | 6,23  |
| Těchonice                         | Těchonice                                                                                              | Nalžovské Hory       | 3,03  |
| Těšetiny                          | Těšetiny                                                                                               | Mochtín              | 3,75  |
| Tetětice u Bezděkova              | Tetětice                                                                                               | Bezděkov             | 1,51  |
| Točník u Klatov                   | Točník                                                                                                 | Klatovy              | 6,35  |
| Trnčí                             | Trnčí                                                                                                  | Ježovy               | 3,37  |
| Trsice                            | Trsice                                                                                                 | Petrovice u Sušice   | 1,18  |
| Tržek                             | Tržek                                                                                                  | Kolinec              | 1,86  |
| Třebíšov                          | Hůrka, Třebíšov                                                                                        | Předslav             | 2,67  |
| Třebomyslice u Horažďovic         | Třebomyslice                                                                                           | Horažďovice          | 4,69  |
| Třebýcina                         | Hráz, Třebýcina                                                                                        | Měčín                | 4,22  |
| Třebýcinka                        | Bezděkov, Třebýcinka                                                                                   | Švihov               | 2,19  |
| Tupadly u Klatov                  | Tupadly                                                                                                | Klatovy              | 3,3   |
| Tuškov                            | Tuškov                                                                                                 | Kašperské Hory       | 1,94  |
| Tužice                            | Tužice                                                                                                 | Tužice               | 2,6   |
| Týnec u Hliněného Újezdu          | Týnec                                                                                                  | Malý Bor             | 3,89  |
| Týnec u Janovic nad Úhlavou       | Loreta, Rozpáralka, Týnec                                                                              | Týnec                | 5,57  |
| Týřovice u Pačejova               | Týřovice                                                                                               | Pačejov              | 1,89  |
| Úborsko                           | Úborsko                                                                                                | Běhařov              | 1,15  |
| Uhliště                           | Uhliště                                                                                                | Chudenín             | 2,33  |
| Ujčín                             | Ujčín                                                                                                  | Kolinec              | 3,31  |
| Újezd u Chanovic                  | Újezd u Chanovic                                                                                       | Chanovice            | 3,64  |
| Újezd u Plánice                   | Újezd u Plánice                                                                                        | Újezd u Plánice      | 4,74  |
| Újezdec u Měcholup                | Újezdec                                                                                                | Bolešiny             | 1,46  |
| Újezdec u Mochtína                | Újezdec                                                                                                | Mochtín              | 1     |
| Úloh                              | Úloh                                                                                                   | Běšiny               | 2,02  |
| Ústaleč                           | Ústaleč                                                                                                | Nalžovské Hory       | 4,73  |
| Vacovy                            | Vacovy                                                                                                 | Janovice nad Úhlavou | 1,64  |
| Vatětice                          | Vatětice                                                                                               | Hartmanice           | 1,48  |
| Věckovice u Janovic nad Úhlavou   | Věckovice                                                                                              | Klatovy              | 1,42  |
| Velenovy                          | Velenovy                                                                                               | Nalžovské Hory       | 11,98 |
| Velešice u Pačejova               | Velešice                                                                                               | Pačejov              | 2,63  |
| Velhartice                        | Velhartice                                                                                             | Velhartice           | 7,99  |
| Velká Chmelná                     | Chmelná                                                                                                | Sušice               | 3,62  |
| Velké Hydčice                     | Velké Hydčice                                                                                          | Velké Hydčice        | 5,12  |
| Velký Bor u Horažďovic            | Velký Bor                                                                                              | Velký Bor            | 8,56  |
| Velký Radkov I                    | Velký Radkov                                                                                           | Rejštejn             | 1,23  |
| Velký Radkov II                   | Velký Radkov                                                                                           | Rejštejn             | 2,55  |
| Veřechov                          | Veřechov                                                                                               | Horažďovice          | 4,52  |
| Veselí nad Úhlavou                | Veselí                                                                                                 | Janovice nad Úhlavou | 1,95  |
| Vchynice-Tetov I                  | Vchynice-Tetov I                                                                                       | Srní                 | 9,82  |
| Vchynice-Tetov II                 | Vchynice-Tetov II                                                                                      | Modrava              | 1,93  |
| Vícenice u Klatov                 | Vícenice                                                                                               | Klatovy              | 1,63  |
| Vílov                             | Vílov                                                                                                  | Černíkov             | 2,41  |
| Viteň                             | Viteň                                                                                                  | Strážov              | 2,16  |
| Vlastějov                         | Vlastějov                                                                                              | Hartmanice           | 1,63  |
| Vlčkovice u Kolince               | Vlčkovice                                                                                              | Kolinec              | 3,72  |
| Vlčnov u Zavlekova                | Vlčnov                                                                                                 | Zavlekov             | 1,54  |
| Vlkonice                          | Vlkonice                                                                                               | Budětice             | 3,55  |
| Vosí                              | Vosí                                                                                                   | Švihov               | 1,56  |
| Vrabcov                           | Vrabcov, Záluží                                                                                        | Sušice               | 2,07  |
| Vracov u Číhaně                   | Vracov                                                                                                 | Plánice              | 1,96  |
| Vrhaveč u Klatov                  | Vrhaveč                                                                                                | Vrhaveč              | 4,48  |
| Vřeskovice                        | Mstice, Vřeskovice                                                                                     | Vřeskovice           | 8,7   |
| Zadní Chalupy                     | Hamry                                                                                                  | Hamry                | 1,57  |
| Zahorčice na Šumavě               | Zahorčice                                                                                              | Strážov              | 2,72  |
| Zahrádka u Čachrova               | Zahrádka                                                                                               | Čachrov              | 1,72  |
| Zálužice I                        | Malý Radkov, Zálužice                                                                                  | Hartmanice           | 0,78  |
| Zálužice II                       | Dobrá Voda                                                                                             | Hartmanice           | 1,23  |
| Zámyšl                            | Javoříčko, Zámyšl                                                                                      | Hlavňovice           | 3,27  |
| Zářečí u Horažďovic               | Horažďovice                                                                                            | Horažďovice          | 3,08  |
| Zavlekov                          | Mladice, Zavlekov                                                                                      | Zavlekov             | 6,96  |
| Zborovy                           | Zborovy                                                                                                | Zborovy              | 6,78  |
| Zbynice                           | Zbynice                                                                                                | Hrádek               | 5,34  |
| Zbyslav u Klatov                  | Zbyslav                                                                                                | Plánice              | 1,92  |
| Zdebořice                         | Zdebořice                                                                                              | Plánice              | 5,45  |
| Zdeslav                           | Zdeslav                                                                                                | Poleň                | 2,36  |
| Zelená Lhota                      | Zelená Lhota                                                                                           | Nýrsko               | 8,08  |
| Zhůří                             | Javorná                                                                                                | Čachrov              | 15,05 |
| Zhůří u Rejštejna                 | Zhůří                                                                                                  | Rejštejn             | 3,13  |
| Zuklín                            | Zuklín                                                                                                 | Strašín              | 2,62  |
| Zvíkov                            | Zvíkov                                                                                                 | Hlavňovice           | 1,37  |
| Žďár u Nalžovských Hor            | Žďár                                                                                                   | Nalžovské Hory       | 5,18  |
| Železná Ruda                      | Železná Ruda                                                                                           | Železná Ruda         | 10,01 |
| Žihobce                           | Bešetín, Žihobce                                                                                       | Žihobce              | 8,51  |
| Žichovice                         | Žichovice                                                                                              | Žichovice            | 5,25  |
| Žikov                             | Žikov                                                                                                  | Petrovice u Sušice   | 2,12  |
| Žiznětice                         | Žiznětice                                                                                              | Dešenice             | 2,21  |
| Žlíbek                            | Žlíbek                                                                                                 | Kašperské Hory       | 4,14  |

Celková výměra 1945,67 km2